# Matti Oivanen
Matti Oivanen (ur. 26 maja 1986 roku w Huittinen) – fiński siatkarz, grający na pozycji środkowego. Od sezonie 2014/2015 występuje w drużynie Hurrikaani-Loimaa. W reprezentacji Finlandii rozegrał 244 mecze.

## Życiorys
Ma brata bliźniaka Mikko, również siatkarza.

## Sukcesy klubowe
Puchar Finlandii:
- 2004, 2006, 2007

Mistrzostwo Finlandii:
- 2007, 2008, 2013, 2017, 2018
- 2016, 2019

Superpuchar Włoch:
- 2009

## Sukcesy reprezentacyjne
Liga Europejska:
- 2005

## Nagrody indywidualne
- 2004: Najlepszy debiutant fińskiej Lentopallon SM-liiga
- 2008: Najlepiej serwujący fińskiej Lentopallon SM-liiga